# Тузловские лиманы
Тузловские лиманы (укр. Тузловські лимани) — группа солёных озёр (не лиманов) лиманного типа на территории Одесской области Украины в приморской части исторической области Бессарабия. Общая площадь водных зеркал водоёмов — 206 км².
Название группы озёр происходит от названия села Тузлы, расположенного на берегу озера Бурнас.
Шаганы, Алибей и Бурнас — крупнейшие по площади озёра группы. Группа также включает такие водоёмы: Солёное, Хаджидер, Карачаус, Курудиол, Будуры, Мартаза, Магала, Малый Сасик, Джантшейское.
1 января 2010 года на территории озёр создан одноимённый национальный природный парк.